# Три природних мости
29°26′02″ пн. ш. 107°48′05″ сх. д. / 29.433863° пн. ш. 107.80128° сх. д.
Три природних моста (кит. трад. 天生 三橋, спр. 天生 三桥, піньїнь: Tiānshēng Sān Qiáo, акад. Тяньшен Саньцяо) — ряд природних вапнякових мостів, що розташовані поблизу селища Сяньнюйшань (кит. 仙女山, пін. Xiānnǚshān) району Улун в місті центрального підпорядкування Чунцін, КНР. Вони знаходяться в Улунському карстовому національному геологічному парку, який, в свою чергу, є частиною об'єкта всесвітньої спадщини ЮНЕСКО Південно-Китайського карсту. Китайською мости названі на честь китайських драконів, а саме Тяньлун (天龙 桥 — буквально «Небесний Дракон»), Цінлун (青龙桥 — «Лазурний Дракон») і Хейлун (黑龙 桥 — «Чорний Дракон»).

## Опис

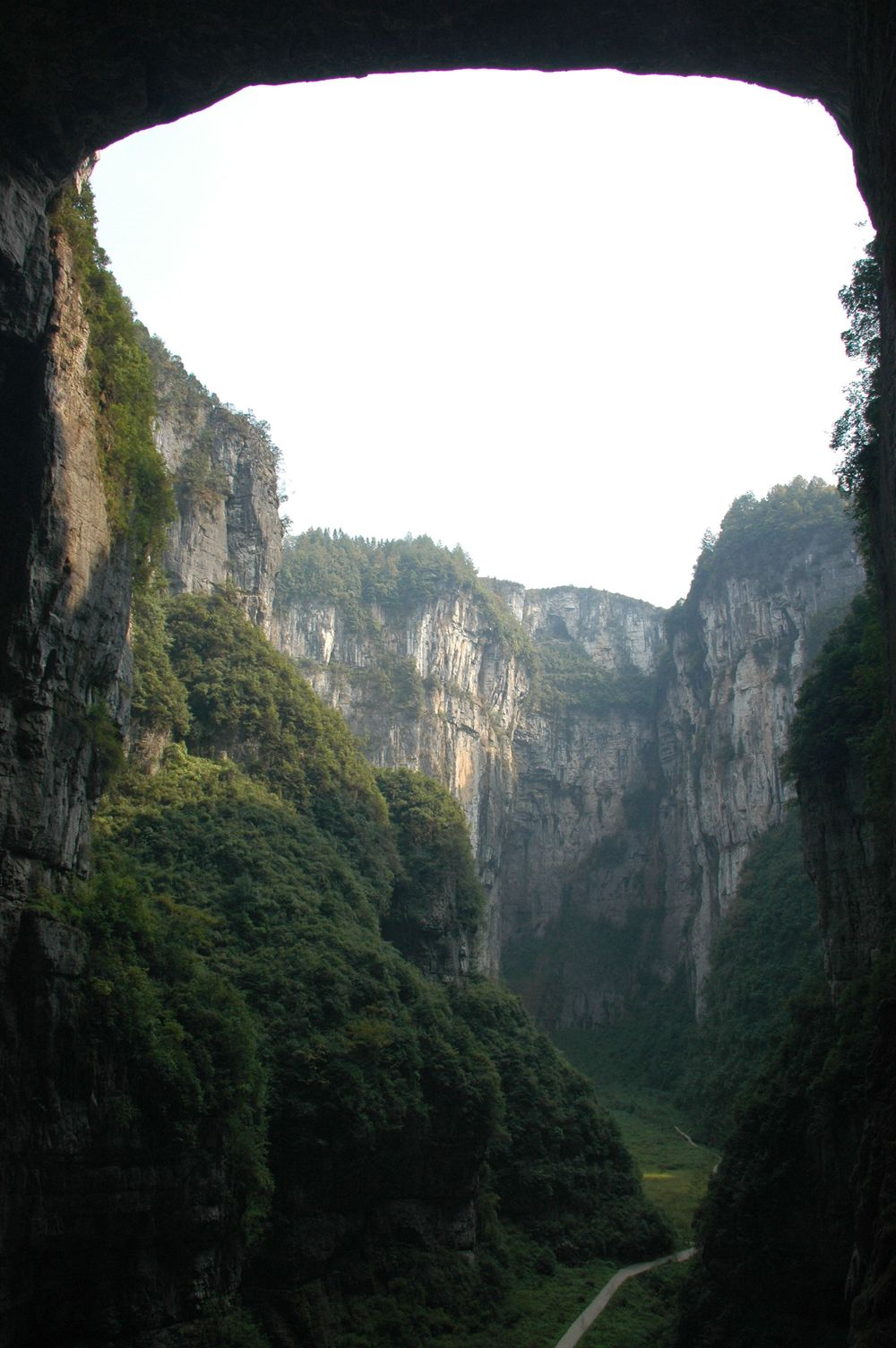
Міст Тяньлун

Перетинаючи річку Яншуй, що впадає у річку Уцзян, мости займають площу 20 км² в центрі заповідної зони, яка також включає в себе:
- Карстова вирва Цінлун (青龙 天坑);
- Карстова вирва Шеньїн (神鹰 天坑);
- Карстовий каньйон річки Яншуй (羊水 河 喀斯特 峡谷);
- Ущелина Луншуй (龙 水 峡 地 缝);
- Карстова вирва Центральний Шіюань (中 石 院 天坑);
- Карстова вирва Нижній Шіюань (下 石 院 天坑);
- Сімдесят два відгалужень печер (七 十二 岔 洞);
- Печера Лунцюань (龙泉 洞);
- Безсмертна печера (仙人洞);
- Приховане русло Мавпи (猴子 坨 伏流);
- Приховане русло Байго (白果 伏流).

З огляду на, що відстань між верхнім мостом Тяньлун і нижнім мостом Хейлун, всього 1500 м, це не найдовший каскад природних мостів. Тим не менш, вони є єдиною в своєму роді групою карстових мостів в світі. Між мостами лежать карстові вирви Цінлун і Шеньїн, які мають глибину 276—285 м і довжину окружності 300—522 м.

## Розміри
|                        | Висота | Товщина | Ширина | Висота до нижньої точки | Довжина |
| ---------------------- | ------ | ------- | ------ | ----------------------- | ------- |
| Міст Тяньлун (天龙 桥) | 235 м  | 150 м   | 147 м  | 96 м                    | 34 м    |
| Міст Цінлун (青龙桥)   | 281 м  | 168 м   | 124 м  | 103 м                   | 31 м    |
| Міст Хейлун (黑龙 桥)  | 223 м  | 107 м   | 193 м  | 116 м                   | 28 м    |